# Aremonia
Aremonia là một chi thực vật có hoa trong họ Hoa hồng.